# Virtus (virtud romana)

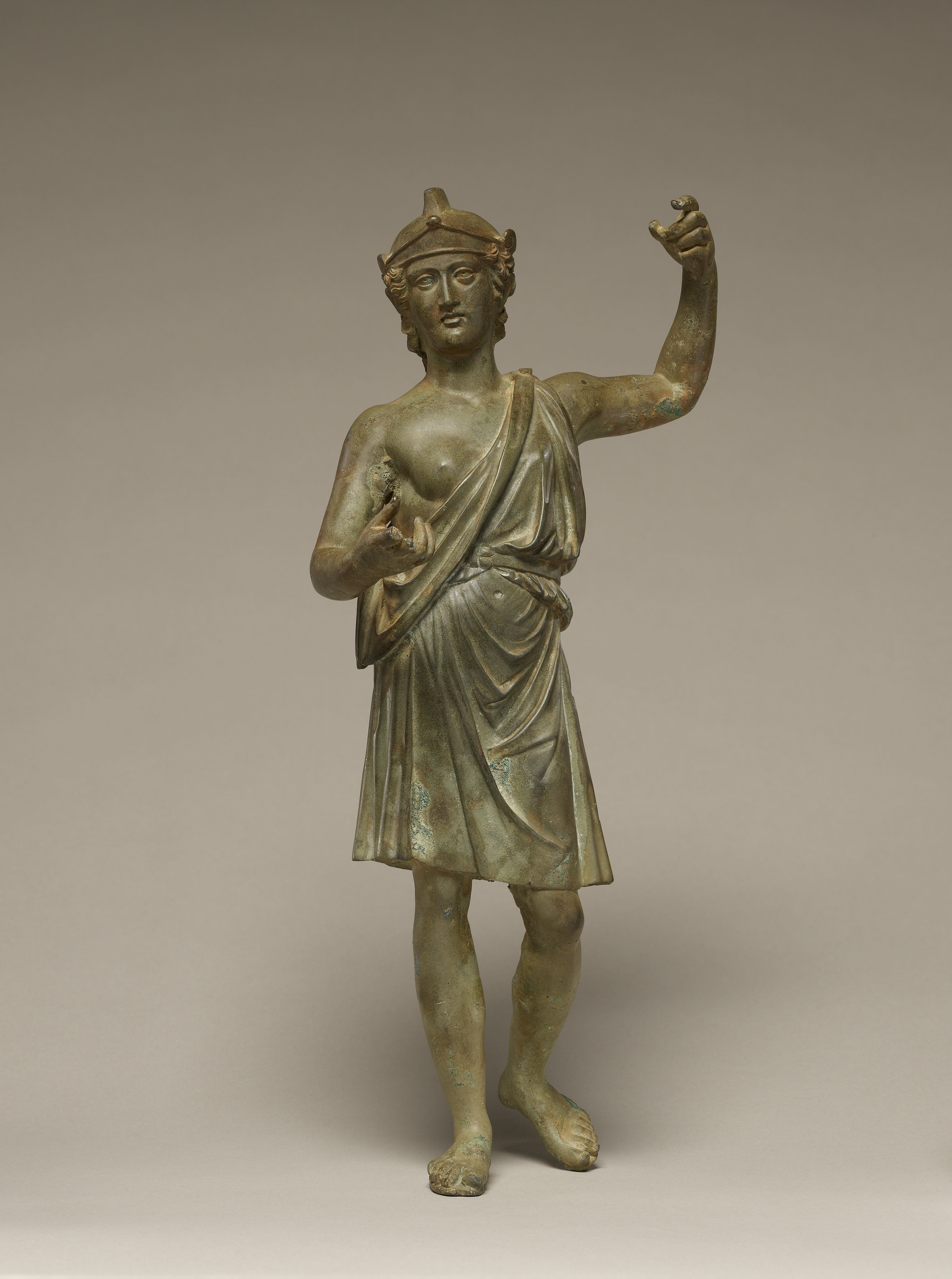
Estatua de bronce de Roma o Virtus. Roma, 50-75 AC (Villa Getty)

Virtus es una de las tres virtudes cardinales de la moral romana junto a la pietas y la fides. Pertenece a las virtudes públicas que, para la cultura romana, deberían ser compartidas por toda la sociedad. Es personificada en la Antigua Roma por la deidad Virtus.
Virtus, palabra en latín (de vir, "hombre", "varón", "marido", "soldado", "persona importante", "héroe"),  tiene connotaciones de un conjunto de cualidades propias de la condición física y moral del varón, como valor, virilidad, excelencia, coraje, valentía, carácter, mérito o energía. También vida familiar (familia romana, pater familias) y anteposición del bien común (res publica) sobre el propio. 
Por todo esto, era frecuentemente una virtud que se asignaban los emperadores romanos.

## Origen
Originalmente, la virtus se usaba para describir específicamente el coraje marcial, pero con el tiempo llegó a ser utilizada para describir una serie de virtudes romanas. A menudo se dividía en diferentes cualidades que incluían prudentia (prudencia), iustitia (justicia), temperantia (templanza, autocontrol) y fortitudo (coraje). Esta división de esta virtud en su conjunto en virtudes cardinales se clasifica hoy como ética de la virtud, como la describe la República de Platón y la Ética nicomáquea de Aristóteles. Implica un vínculo entre virtus y el concepto griego de areté.
Esta inclusión lleva a la creencia de que en algún momento, la virtus se extendió para cubrir una amplia gama de significados que cubrían un ideal ético general. El uso de la palabra comenzó a crecer y cambió para adaptarse a la nueva idea de lo que significaba la virilidad. La virtus ya no significaba que una persona era un guerrero valiente, sino que también podía significar que era un buen hombre, alguien que hacía lo correcto. Durante el declive de la élite romana, la clase alta romana ya no se consideraba a sí misma, viril si no servían en el ejército.
La virtud descrita por Aristóteles fue redescubierta en la época medieval por el filósofo musulmán Averroes, que a su vez influyó en Tomás de Aquino para fusionar la virtud y la ética con el cristianismo en relación con el Renacimiento del siglo XII.